# The Little Things
The Little Things ist ein US-amerikanischer Krimi-Thriller von John Lee Hancock, in dem Denzel Washington und Rami Malek als Polizisten mit gegensätzlichen Charakteren und Vorgehensweisen gemeinsam einen Serienmörder jagen.
Warner Bros. Pictures veröffentlichte den Film am 29. Januar 2021 in den US-Kinos und gleichzeitig auf seiner Streaming-Plattform HBO Max. In Deutschland erschien der Film am 8. Juli 2021 in den Kinos sowie bei einigen Streaminganbietern als exklusiver Download.

## Handlung
Joe „Deke“ Deacon, ein ausgebrannter Polizist aus dem ländlichen Kern County im Süden Kaliforniens, muss sich mit dem karriereorientierten Ermittler Jimmy Baxter vom Los Angeles County Sheriff’s Department zusammenraufen, um einen Serienkiller zu stoppen.
Eines Nachts im Jahr 1990 fährt ein Mädchen auf einer Autobahn und wird von einem Autofahrer verfolgt. Nachdem sie an einer verlassenen Tankstelle angehalten hat, erregt sie die Aufmerksamkeit eines vorbeifahrenden Lastwagenfahrers und entkommt ihrem Verfolger.
Einige Zeit später soll Deacon dringend benötigte Beweisstücke aus der Abteilung Kriminaltechnik des Los Angeles County Sheriff's Department abholen. Da sich deren Freigabe aus bürokratischen Gründen verzögert, begleitet Deacon, der bis zu seinem Burnout hier selbst als Ermittler tätig war, den kürzlich ernannten leitenden Detective Jimmy Baxter zum Tatort eines neuen Mordes. Deacon bemerkt Ähnlichkeiten zwischen der Vorgehensweise bei diesem Mord und der Vorgehensweise bei einem alten Serienmordfall, den er damals nicht lösen konnte.
In dieser Nacht wird eine Frau namens Ronda Rathbun beim Joggen von einem Auto verfolgt und am nächsten Morgen als vermisst gemeldet. Baxter erfährt von seinem Vorgesetzten Farris, dass Deacon sich scheiden ließ und aufgrund seiner Besessenheit von dem ungelösten Fall einen Herzinfarkt erlitt. Baxter wird geraten, Deacon nicht weiter einzubeziehen, aber Deacon nimmt Urlaub, um bei der Lösung von Baxters Fall zu helfen.
In der nächsten Nacht entdeckt die Polizei die Leiche eines weiteren Opfers, das unter einer Brücke angespült wurde. Baxter erfährt, dass die Vorgehensweise mit der des früheren Mordes und der anderen übereinstimmt: Die Opfer waren allesamt Prostituierte, die erstochen wurden. Deacon beginnt, gegen Albert Sparma zu ermitteln; einem Verdächtigen, der in einem Reparaturgeschäft in der Nähe der Morde arbeitet. Deacon nimmt die Verfolgung von Sparma auf, wird aber ausgebremst, so dass er Sparma zum Verhör festnimmt. Während des Verhörs verhöhnt Sparma die Ermittler und wird freigelassen, nachdem er Deacon zu einem Wutausbruch provoziert hat. Die junge Frau, die in der Wüste verfolgt wurde, wird befragt, hat aber Sparma in Handschellen auf der Polizeiwache gesehen, was ihre Eignung als objektive Zeugin, die ihn als Täter identifizieren könnte, beeinträchtigt.
Das FBI wird innerhalb einer Woche die Ermittlungen übernehmen, so dass Deacon und Baxter weniger Zeit haben, den Fall zu lösen. Farris teilt Baxter mit, dass Sparma acht Jahre zuvor einen Mord gestanden hat, den er unmöglich begangen haben kann, und daher ein unwahrscheinlicher Verdächtiger ist. Sparmas Fingerabdruck ähnelt dem des Mörders, ist aber keine eindeutige Übereinstimmung. Deacon drängt Baxter zu einer illegalen Durchsuchung von Sparmas Wohnung. Baxter lockt Sparma telefonisch zu einer nahegelegenen Bar, so dass Deacon die Wohnung durchsuchen kann. Er findet dort lediglich Zeitungsausschnitte zu lokalen Mordfällen und ein eingeschaltetes Gerät zum Abhören vom Polizeifunk, aber nichts wirklich Belastendes. Währenddessen setzt Sparma von der Bar aus einen anonymen Notruf über einen verwundeten Beamten in seiner Wohnung ab und entzieht sich der Beschattung durch Baxter. Deacon entkommt in allerletzter Sekunde aus Sparmas Wohnung. Als die Streifenwagen eintreffen, entdeckt Baxter den auf der anderen Straßenseite stehenden Sparma, der Deacons knappes Entkommen über das Dach des Hauses beobachtet und ihm lässig zuwinkt. Wieder zurück im Auto fragt Baxter, ob Deacon in der Wohnung nicht vielleicht eine rote Haarspange gesehen hat, wie Ronda Rathbun sie bei ihrer Entführung getragen hatte; Deacon verneint dies und verweist auf den erzwungenen Abbruch der Durchsuchung.
Nach mehreren Tagen erfolgloser Observierung provoziert Sparma eine Begegnung mit Baxter allein, der ihn drängt, den Verbleib von Rathbuns Leiche preiszugeben. Sparma bietet ihm an, ihn dorthin zu fahren. Baxter willigt vorsichtig ein, während Deacon ihm heimlich folgt. Sparma bringt Baxter in ein abgelegenes Gebiet in der Wüste und lässt ihn mehrere Löcher graben, bevor er Baxter erzählt, dass er nie jemanden getötet habe. Baxter ist skeptisch und gräbt weiter. Sparma verspottet seinen Ermittlungseifer, macht anzügliche Bemerkungen über Baxters minderjährige Töchter und bedroht diese indirekt, bis Baxter ausrastet und ihn mit einem Schaufelschlag tötet. Als Deacon eintrifft, zeigt eine Rückblende, dass er versehentlich die einzige Überlebende seines letzten Mordfalls erschossen hat und dass Farris und Dunigan, die Gerichtsmedizinerin, geholfen haben, den Fall zu vertuschen. Deacon weist Baxter an, Sparma in der Wüste zu vergraben. Deacon verbringt die Nacht damit, alles in Sparmas Wohnung einzusammeln und sein Fahrzeug zu entsorgen. Als er am nächsten Morgen in die Wüste zurückkehrt, stellt er fest, dass Baxter Sparma nicht begraben hat, sondern immer noch nach dem Opfer sucht und verzweifelt glaubt, Sparma sei der Mörder. Deacon, der in Wachträumen von den früheren Opfern heimgesucht wird, rät Baxter, den Fall zu vergessen, da er ihn sonst ein Leben lang verfolgen werde.
Später erhält der in Depression verfallene Baxter zu Hause einen Umschlag mit einer roten Haarspange, dazu eine verklausulierte Kurznotiz von Deacon, dass er sich über den Fall keine Gedanken und Gewissensbisse mehr machen muss. Zurück in Kern County verbrennt Deacon die Müllsäcke mit Sparmas Wohnungsinhalt, die er auf seinem Truck abtransportiert hat. Zum Schluss holt er aus dem Fahrerhaus eine brandneue Packung Haarspangen, in der die rote fehlt, und wirft diese ebenfalls in die Flammen.

## Produktion
Im März 2019 wurde bekannt, dass John Lee Hancock Regie führen und das Drehbuch schreiben und dass Denzel Washington eine der Hauptrollen spielen würde. Im Mai 2019 wurde Rami Malek für eine weitere Hauptrolle gecastet. Im August wurde erstmals Jared Leto als möglicher Antagonist genannt.
Die Dreharbeiten begannen Anfang September 2019 in Los Angeles und endeten im Dezember 2019. Bis einschließlich Oktober 2019 wurden die Nebenrollen besetzt.

## Synchronisation
Die deutschsprachige Synchronisation entstand bei der FFS Film- & Fernseh-Synchron GmbH in Berlin unter Dialogbuch von Tobias Neumann und der Dialogregie von Tobias Meister. Nach dem Tod von Washingtons Standardstimme Leon Boden wurde dessen Part erstmals mit Sven Brieger besetzt.
| Rolle                     | Schauspieler        | Synchronsprecher |
| ------------------------- | ------------------- | ---------------- |
| Joe „Deke“ Deacon         | Denzel Washington   | Sven Brieger     |
| Jim Baxter                | Rami Malek          | Bastian Sierich  |
| Albert Sparma             | Jared Leto          | Stefan Kaminski  |
| Flo Dunigan               | Michael Hyatt       | Martina Treger   |
| Captain Henry Davis       | Glenn Morshower     | Kaspar Eichel    |
| Detective Dennis Williams | Jason James Richter | Florens Schmidt  |
| Amy Anders                | Olivia Washington   | Flavia Vinzens   |
| Detective Jamie Estrada   | Natalie Morales     | Sonja Spuhl      |
| Detective Sal Rizoli      | Chris Bauer         | Michael Iwannek  |
| Detective Sergeant Rogers | Joris Jorsky        | Matti Klemm      |
| Greg Alberts              | Adam J. Harrington  | Tobias Meister   |

## Rezeption

### Altersfreigabe
In den USA erhielt der Film von der MPAA ein R-Rating, was einer Freigabe ab 17 Jahren entspricht.

### Kritiken
Insgesamt stieß der Film bei den Kritikern auf geteiltes Echo. Etwa 44 % der bislang 266 Kritiken sind positiv gestimmt.

### Auszeichnungen
Golden Globe Awards 2021
- Nominierung als Bester Nebendarsteller (Jared Leto)[17]

Screen Actors Guild Awards 2021
- Nominierung als Bester Nebendarsteller (Jared Leto)[18]